# Silvio Martinello
Silvio Martinello, né le 19 janvier 1963 à Padoue, est un ancien coureur cycliste italien. Coureur sur route et sur piste de 1986 à 2003, il a notamment remporté trois étapes de grands tours et été champion olympique de la course aux points.
Après sa carrière, il commente les retransmissions du Tour d'Italie et d'autres compétitions cyclistes sur la Rai, une chaîne de télévision italienne.

## Biographie
En 1984, Silvio Martinello est quatrième de la poursuite par équipes aux Jeux olympiques de Los Angeles. En 1985, accompagné de Roberto Amadio, Massimo Brunelli et Gianpaolo Grisandi, il devient champion du monde amateur en poursuite par équipes. Professionnel de 1986 à 2003, il fait carrière sur route et sur piste. Il est le cycliste italien le plus performant sur piste des années 1990.
Ses principaux résultats sur route sont trois victoires d'étape sur les Tours d'Italie 1991 et 1996 et le Tour d'Espagne 1990. Il a également porté le maillot rose pendant quatre jours en 1996. En quatre participations au Tour de France, il ne signe aucun succès mais se classe deuxième du classement par points du Tour 1994, derrière Djamolidine Abdoujaparov.
C'est sur piste que Silvio Martinello a réalisé ses principales performances, notamment en course à l'américaine et en course aux points. Il est ainsi  champion olympique de la course aux points en 1996 et champion du monde de cette discipline à deux reprises. Son duo avec Marco Villa lui permet de décrocher sur l'américaine une médaille de bronze olympique en 2000 et deux titres de champion du monde.  Dans l'ensemble, il gagne quatre titres mondiaux et onze titres italiens.
Martinello réalise une carrière prolifique dans les courses de Six jours. Il remporte ainsi  28 épreuves en 97 participations, dont 16 avec Marco Villa. Leur association est le sixième duo le plus victorieux de l'histoire des courses de six jours. Il fait également équipe avec Rolf Aldag, Erik Zabel et Bjarne Riis.
En 2003, il arrête sa carrière de cycliste à l'âge de 40 ans.

## Famille et reconversion
Martinello met fin à sa carrière de cycliste, entre autres, parce qu'on lui a proposé un poste de commentateur à la Rai. À partir de 2013, il est directeur technique des transmissions du Giro. En février 2019, il annonce sur Facebook qu'il ne travaillera plus pour la RAI à l'avenir, en évoquant une « certaine amertume ». En octobre 2020, il annonce qu'il se présente à l'élection de la présidence de la Fédération cycliste italienne en février 2021. Lors du vote, il est battu par l'entrepreneur milanais Cordiano Dagnoni, ancien pilote de derny. 
Il dirige un club de fitness à Selvazzano Dentro, près de Padoue et organise lui-même des courses cyclistes, telles que les Six Jours de Milan en 2008.
Son fils Nicolò a également pratiqué le cyclisme jusqu'en 2014. Sa fille Francesca a pratiqué le triathlon, puis est devenue cavalière de concours de saut d'obstacles.
En juin 2017, le Velodromo Pier Giovanni Mecchia de Portogruaro nomme l'un de ces virages en son honneur.

## Palmarès sur piste

### Jeux olympiques
- Los Angeles 1984
  - 4e de la poursuite par équipes
- Atlanta 1996
  -  Champion olympique de la course aux points
- Sydney 2000
  -  Médaillé de bronze de l'américaine (avec Marco Villa)
  - 8e de la course aux points

### Championnats du monde
| - Colorado Springs 1986 - 10e de la course aux points - Lyon 1989 - 4e de la course aux points - Stuttgart 1991 - 8e de la course aux points - Bogota 1995 - Champion du monde de l'américaine (avec Marco Villa) - Champion du monde de la course aux points - Manchester 1996 - Champion du monde de l'américaine (avec Marco Villa) - Médaillé de bronze de la course aux points | - Perth 1997 - Champion du monde de la course aux points - Médaillé d'argent de l'américaine - Bordeaux 1998 - Médaillé d'argent de l'américaine - Médaillé de bronze de la course aux points - Berlin 1999 - 5e de la course aux points - Manchester 2000 - 6e de l'américaine - 7e de la course aux points |  |

### Championnats du monde amateurs
- Zurich 1983
  - 7e de la course aux points
- Bassano del Grapa 1985
  -  Champion du monde de la poursuite par équipes amateurs (avec Roberto Amadio, Massimo Brunelli et Gianpaolo Grisandi)

### Coupe du monde
| - 1995 - 1er de l'américaine à Manchester (avec Marco Villa) - 1997 - 2e de la course aux points à Quartu Sant'Elena - 2e de l'américaine à Quartu Sant'Elena - 2e de l'américaine à Athènes - 1998 - 1er de l'américaine à Berlin (avec Andrea Collinelli) - 1er de l'américaine à Hyères (avec Marco Villa) - 2e de la course aux points à Hyères | - 1999 - 1er de la course aux points à Fiorenzuola d'Arda - 2e de l'américaine à Fiorenzuola d'Arda - 2000 - 2e de l'américaine à Turin |  |

### Six Jours
- 1990 : Bassano del Grappa (avec Volker Diehl)
- 1995 : Grenoble (avec Marco Villa)
- 1996 : Bassano del Grappa (avec Marco Villa), Bordeaux, Brême, Milan (avec Marco Villa), Herning (avec Bjarne Riis)
- 1997 : Bordeaux, Zurich, Milan, Medellín (avec Marco Villa)
- 1998 : Dortmund (avec Rolf Aldag), Gand, Copenhague, Berlin (avec Marco Villa), Milan (avec Etienne De Wilde)
- 1999 : Munich (avec Andreas Kappes), Milan (avec Marco Villa)
- 2000 : Berlin (avec Marco Villa), Brême (avec Andreas Kappes), Gand (avec Matthew Gilmore), Stuttgart (avec Andreas Kappes), Fiorenzuola d'Arda (avec Andrea Collinelli)
- 2001 : Berlin (avec Rolf Aldag), Stuttgart (avec Marco Villa), Munich (avec Erik Zabel)
- 2002 : Amsterdam (avec Marco Villa), Berlin (avec Rolf Aldag)

### Championnats d'Europe
| - 2000 - Médaillé d'argent de l'américaine | - 2001 - Médaillé d'argent de l'américaine |  |

### Championnats nationaux
- Champion d'Italie de la course aux points amateurs en 1983 et 1985
- Champion d'Italie de la poursuite en 1989
- Champion d'Italie de la course aux points en 1990, 1991, 1995, 1996, 1997, 1998 et 2000
- Champion d'Italie de l'américaine en 1995, 1996 et 2000

### Divers
- Vainqueur de l'Open des Nations à Berçy en 1998

## Palmarès sur route

### Palmarès amateur
- 1983
  - La Popolarissima
  - Giro del Belvedere

### Palmarès professionnel
| - 1989 - 2e du Tour de la province de Reggio de Calabre - 3e du Trofeo Laigueglia - 3e de Milan-Vignola - 1990 - 3e étape du Tour d'Espagne - 1991 - 4e étape de Tirreno-Adriatico - Milan-Vignola - 18e étape du Tour d'Italie - 1re étape du Tour du Trentin - 3e du Tour de Vénétie - 3e du Critérium des Abruzzes - 1992 - 3e étape des Trois Jours de La Panne - 1993 - 3e du Tour de la province de Reggio de Calabre | - 1994 - 3e du Grand Prix E3 - 3e du Grand Prix Pino Cerami - 1996 - 1re étape du Tour d'Italie - 1997 - 4e étape de la Semaine catalane - 2e étape du Tour de Galice - Tour des Pouilles : - Classement général - 2e étape - 1998 - 4e étape des Quatre Jours de Dunkerque - 3eb et 7e étapes du Tour de Rhénanie-Palatinat - 1999 - 2e étape du Tour de Suisse |  |

### Résultats sur les grands tours

#### Tour de France
4 participations
- 1994 : 94e
- 1995 : abandon (9e étape)
- 1998 : non-partant (6e étape)
- 1999 : 114e

#### Tour d'Italie
10 participations
- 1988 : 107e
- 1989 : 108e
- 1990 : 149e
- 1991 : 101e, vainqueur de la 18e étape
- 1992 : 99e
- 1994 : abandon (15e étape)
- 1995 : 92e
- 1996 : abandon (14e étape), vainqueur de la 1re étape,  maillot rose pendant 4 jours
- 1998 : hors-délai (17e étape)
- 2000 : 105e

#### Tour d'Espagne
3 participations
- 1987 : abandon (7e étape)
- 1990 : abandon (7e étape), vainqueur de la 3e étape
- 1992 : 127e